# چریل بیکر
چریل بیکر (به انگلیسی: Cheryl Baker) (زاده ۸ مارس ۱۹۵۴) خوانندهٔ انگلیسی است.
او عضو گروه باکس فیز است. 